# Seigné
Seigné ist eine französische Gemeinde mit 91 Einwohnern (Stand: 1. Januar 2022) im Département Charente-Maritime in der Region Nouvelle-Aquitaine (vor 2016: Poitou-Charentes); sie gehört zum Arrondissement Saint-Jean-d’Angély und zum Kanton Matha. Die Einwohner werden Seignéens und Seignéennes genannt.

## Geographie
Seigné liegt etwa 72 Kilometer ostsüdöstlich von La Rochelle in der Saintonge. Umgeben wird Seigné von den Nachbargemeinden Néré im Westen und Norden, Romazières im Nordosten, Fontaine-Chalendray im Osten, Cressé im Süden sowie Le Gicq im Südwesten.

## Bevölkerungsentwicklung
| Jahr                       | 1962 | 1968 | 1975 | 1982 | 1990 | 1999 | 2006 | 2019 |
| Einwohner                  | 144  | 155  | 140  | 124  | 117  | 108  | 102  | 72   |
| Quellen: Cassini und INSEE |      |      |      |      |      |      |      |      |

## Sehenswürdigkeiten
- Kirche Notre-Dame-de-l’Assomption aus dem 12. Jahrhundert, seit 1969 als Monument historique klassifiziert
- Protestantische Kirche, derzeit zerfallen

Siehe auch: Liste der Monuments historiques in Seigné

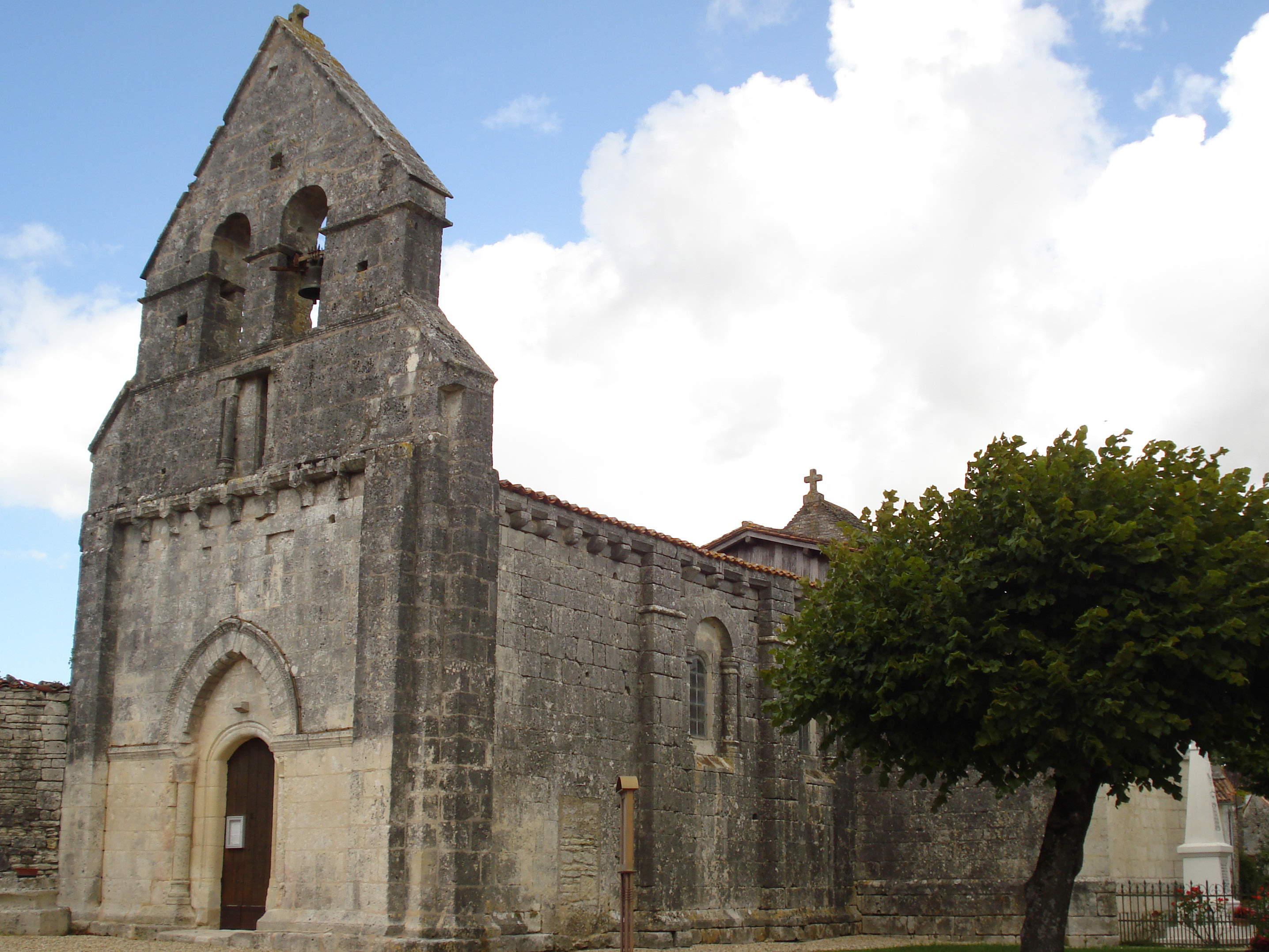
Kirche Notre-Dame-de-l’Assomption